# Croix de chemin de Commentry
La croix de chemin de Commentry est située à Colombier, en France.

## Localisation
La croix est située sur la commune de Colombier, dans le département de l'Allier. Elle se trouvait autrefois dans le bourg, sur la route de Commentry, et a été transférée dans la nef de l'église en 1986.

## Description
La croix est une aiguille de pierre à quatre faces sculptées. Elle est posée sur un socle portant un bas-relief qui représente un personnage à genoux (sans doute le donateur) et, derrière lui, un ange.

## Historique
L'édifice est classé au titre des monuments historiques en 1929.